# Bik'at Tur'an
Bik'at Tur'an (hebrejsky: בקעת תרען) je údolí v Dolní Galileji, v severním Izraeli, severovýchodně od Nazaretu.
Na severu je ohraničeno masivem Har Tur'an, na jihu pozvolným stoupáním pahorkatiny směrem k Nazaretu a vysočině Harej Nacrat (Nazaretské hory). Délka údolí dosahuje ve východozápadním směru cca 10 kilometrů, v severojižním směru měří necelé 2 kilometry. Dno údolí je ploché, s nadmořskou výškou mezi 160 a 200 metry, a zemědělsky intenzivně využívané. Vodopisně patří zcela do povodí vádí Nachal Jiftach'el (a jeho přítoku Nachal Tur'an), které jej odvodňuje směrem k západu a pak prochází soutěskou k severu, do údolí Bejt Netofa. Osídlení se soustřeďuje na okraje údolí. Na severním okraji je to město Tur'an, které dalo údolí jeho název. Z jižní strany se sem blíží zástavba města Kafr Kanna. Obě tato sídla obývají izraelští Arabové. Židé přímo v údolí nesídlí, ale obývají dvě vesnice Bejt Rimon a Micpe Netofa v masivu Har Tur'an, který shlíží na údolí od severu. Nedaleko jihovýchodního okraje údolí stojí také židovská vesnice Ilanija. Komunikačně tvoří údolí jednotný celek, jehož osou je východozápadně orientovaná dálnice číslo 77, ze které vycházejí spoje do bočních destinací. Na jihovýchodním okraji oblasti se kříží s dálnicí číslo 65.